# Vita Semerenko
Viktorija Oleksandrivna Semerenko, detta Vita (in ucraino Вікторія Олександрівна Семеренко?; Krasnopillja, 18 gennaio 1986), è una biatleta ucraina.
È sorella gemella di Valentyna, a sua volta biatleta di alto livello.

## Biografia
In Coppa del Mondo ha esordito il 5 gennaio 2005 a Oberhof (11ª), ha ottenuto il primo podio il 20 dicembre 2008 a Hochfilzen e la prima vittoria il 7 gennaio 2009 ancora a Oberhof.
In carriera ha preso parte a tre edizioni dei Giochi olimpici invernali, Vancouver 2010 (22ª nell'individuale, 34ª nella sprint, 42ª nell'inseguimento, 6ª nella staffetta), Soči 2014 (3ª nella sprint, 29ª nell'individuale, 10ª nell'inseguimento, 16ª nella partenza in linea, 1ª nella staffetta) e Pyeongchang 2018 (14ª nella sprint, 18ª nell'inseguimento, 63ª nell'individuale, 24ª nella partenza in linea), e a otto dei Campionati mondiali, vincendo sei medaglie.

## Palmarès

### Olimpiadi
- 2 medaglie:
  - 1 oro (staffetta a Soči 2014)
  - 1 bronzo (sprint a Soči 2014)

### Mondiali
- 7 medaglie:
  - 2 argenti (staffetta[2] a Östersund 2008; staffetta[2] a Nové Město na Moravě 2013)
  - 5 bronzi (individuale[2] a Chanty-Mansijsk 2011; sprint[2] a Ruhpolding 2012; sprint[2] a Nové Město na Moravě 2013; staffetta[2] a Östersund 2019; staffetta[2] ad Anterselva 2020)

### Universiadi
- 3 medaglie:
  - 3 ori (sprint, inseguimento e staffetta mista a Erzurum 2011).

### Coppa del Mondo
- Miglior piazzamento in classifica generale: 10ª nel 2013
- 17 podi (6 individuali, 11 a squadre), oltre a quelli ottenuti in sede iridata e validi anche ai fini della Coppa del Mondo:
  - 3 vittorie (a squadre)
  - 9 secondi posti (3 individuali, 6 a squadre)
  - 5 terzi posti (4 individuali, 1 a squadre)

#### Coppa del Mondo - vittorie
| Data            | Località   | Nazione  | Specialità                                                        |
| --------------- | ---------- | -------- | ----------------------------------------------------------------- |
| 7 gennaio 2009  | Oberhof    | Germania | RL (con Olena Pidhrušna, Valentyna Semerenko e Oksana Chvostenko) |
| 3 gennaio 2013  | Oberhof    | Germania | RL (con Julija Džyma, Valentyna Semerenko e Olena Pidhrušna)      |
| 7 dicembre 2013 | Hochfilzen | Austria  | RL (con Julija Džyma, Valentyna Semerenko e Olena Pidhrušna)      |

Legenda:

RL = staffetta